# Meniul (film)
Meniul (în engleză The Menu) este un film american de groază de comedie neagră din 2022, regizat de Mark Mylod, scris de Seth Reiss și Will Tracy, bazat pe o poveste originală creată de Tracy și produs de Adam McKay, Betsy Koch și Will Ferrell. Rolurile principale au fost interpretate de Ralph Fiennes în rolul unui bucătar celebru, Hong Chau ca asistenta sa și cu Anya Taylor-Joy, Nicholas Hoult, Janet McTeer, Reed Birney, Judith Light și John Leguizamo ca mesenii din restaurantul său exclusivist.